# Metopa soelsbergi
Metopa soelsbergi är en kräftdjursart som beskrevs av Schneider 1884. Metopa soelsbergi ingår i släktet Metopa, och familjen Stenothoidae. Arten är reproducerande i Sverige.